# NK Radeče
Nogometni klub Radeče (tiếng Việt: Câu lạc bộ bóng đá Radeče), thường hay gọi NK Radeče hoặc đơn giản Radeče, là một câu lạc bộ bóng đá Slovenia, thi đấu ở thị trấn Radeče. Câu lạc bộ được thành lập năm 1930 và có tên Papirničar Radeče trong thập niên 1990 vì lý do tài trợ. Màu sắc trang phục của đội là trắng, đỏ và xanh dương.

## Danh hiệu
- MNZ Celje Cup: 1

1993-94

## Lịch sử giải đấu kể từ năm 1991
| Mùa giải  | Giải vô địch                 | Thứ hạng                     |                              |
| --------- | ---------------------------- | ---------------------------- | ---------------------------- |
| 1991-92   | MNZ Celje (cấp độ 3)         | thứ 2                        |                              |
| 1992-93   | 3. SNL - Đông                | thứ 5                        |                              |
| 1993-94   | 3. SNL - Đông                | thứ 3                        |                              |
| 1994-95   | 2. SNL                       | thứ 5                        |                              |
| 1995-96   | 2. SNL                       | 1thứ 6                       |                              |
| 1996-2008 | Không tham gia giải đấu nào. | Không tham gia giải đấu nào. | Không tham gia giải đấu nào. |
| 2008-09   | MNZ Celje (cấp độ 5)         | thứ 5                        |                              |
| 2009-10   | MNZ Celje (cấp độ 5)         | thứ 5                        |                              |
| 2010-11   | MNZ Celje (cấp độ 5)         | thứ 4                        |                              |
| 2011-12   | MNZ Celje (cấp độ 5)         | thứ 4                        |                              |
| 2012-13   | MNZ Celje (cấp độ 5)         | thứ 6                        |                              |
| 2013-14   | MNZ Celje (cấp độ 5)         | thứ 4                        |                              |
| 2014-19   | Không tham gia giải đấu nào. | Không tham gia giải đấu nào. | Không tham gia giải đấu nào. |

1. ↑  Withdrew from competition.